# The Official Album of The 2002 FIFA World Cup
The Official Album of the 2002 FIFA World Cup es el álbum de estudio oficial de la Copa Mundial de Fútbol de 2002, la cual se llevó a cabo en Corea del Sur y Japón.
La canción oficial de este mundial fue Boom de Anastacia el cual revolucionó las almas que presenciaron el torneo. El estribillo de la letra del tema, hace alusión a la famosa interjección española "Olé", que en Argentina se musicaliza como Olé olé olá. El videoclip de este tema, muestra a la cantante dentro de una nave espacial que viaja por diferentes lugares del mundo, contando con un cameo del futbolista Javier Saviola, quien aparece jugando un partido en una calle de una favela de Río de Janeiro.

## Lista de canciones
El disco contiene oficialmente los siguientes temas:

| The Official Álbum of The 2002 FIFA World Cup | |                                        |          |  |
| N.º                                           | Título                                                                                                 | intérprete (es)                        | Duración |  |
| 1.                                            | «Boom»                                                                                                 | Anastacia                              |          |  |
| 2.                                            | «Live For Love United»                                                                                 | Love United                            |          |  |
| 3.                                            | «(Crack It) Something Going On»                                                                        | Bomfunk MC's junto a Jessica Folcker   |          |  |
| 4.                                            | «Let's Get Loud»                                                                                       | Jennifer López                         |          |  |
| 5.                                            | «Sunrise»                                                                                              | Safri Duo Meets Ayla                   |          |  |
| 6.                                            | «World At Your Feet»                                                                                   | Lara Fabian                            |          |  |
| 7.                                            | «Let It Out»                                                                                           | a1                                     |          |  |
| 8.                                            | «Party»                                                                                                | Nelly Furtado                          |          |  |
| 9.                                            | «True East Side»                                                                                       | G.O.D                                  |          |  |
| 10.                                           | «We Will Be Heroes»                                                                                    | Die Toten Hosen                        |          |  |
| 11.                                           | «Anthem» (JS Radio Edit)(The Official Anthem Of The 2002 FIFA World Cup)                               | Vangelis (Remixed by JS16)             |          |  |
| 12.                                           | «Fever»                                                                                                | Elisa                                  |          |  |
| 13.                                           | «Bringing The World Back Home»                                                                         | OV7                                    |          |  |
| 14.                                           | «BLZ»                                                                                                  | Mondo Grosso                           |          |  |
| 15.                                           | «Shake The House»                                                                                      | Mónica Naranjo                         |          |  |
| 16.                                           | «The Way»                                                                                              | Galleon                                |          |  |
| 17.                                           | «Brave, Strong & True»                                                                                 | Bongo Maffin                           |          |  |
| 18.                                           | «Three Lions»                                                                                          | Baddiel, Skinner & The Lightning Seeds |          |  |
| 19.                                           | «Gol»                                                                                                  | Communion junto a Carlinhos Brown      |          |  |
| 20.                                           | «Anthem» (The Official Anthem Of The 2002 FIFA World Cup)(Orchestral Version whit Choral Introduction) | Vangelis junto a Kodo / Kim Duk Soo)   |          |  |

## Otras canciones medio oficiales relacionadas con El álbum oficial de la Copa Mundial de la FIFA 2002
1. Shima Uta - Alfredo Casero
2. Que El Fútbol No Pare - Patricia Manterola
3. Let's Get Together Now (Versión Coreana) - Brown Eyes & Lena Park
4. Let's Get Together Now (Versión Japonesa) - CHEMISTRY & Sowelu
5. Vamos Al Mundial - Jennifer Peña

## Edición Corea/Japón
The Official Album of the 2002 FIFA World Cup: Korea/Japan Edition es una edición con músicos coreanos y japoneses llamado Canciones de Corea/Japón, el cual fue un éxito comercial en Japón. Fue certificado platino por 200.000 copias enviadas a las tiendas por la RIAJ.

### Lista de canciones
Disco 1
1. Anthem (Takkyu Ishino remix) - Vangelis
2. Let's Get Together Now - Voices of Korea/Japan
3. Devil - B'z
4. Escort - Gospellers
5. One Love Wonderful World - Ken Hirai
6. I'll be - Mr.Children
7. I will follow - TUBE
8. Go Steady Go! - Porno Graffitti
9. Fantasista - Dragon Ash
10. United Soul (World Mix) - T-Square

Disco 2
1. Last Song - Asian H
2. The Player's Creed - Kim Jo-han
3. Ready - Park Jin-young
4. Gotta Get Love - J
5. Friend - Lee Ki-chan
6. Glorious - Lena Park
7. Dream - Hwayobi
8. Burning - Jein